# Luxemburgischer Eishockeypokal 2001/02
Die Saison 2001/02 war die neunte Austragung des luxemburgischen Eishockeypokals, des luxemburgischen Eishockeypokalwettbewerbs. Pokalsieger wurde zum ersten Mal in der Vereinsgeschichte überhaupt der EHC Zweibrücken.

## Modus
In einer gemeinsamen Gruppenphase absolvierten die fünf Mannschaften jeweils acht Spiele. Der Erstplatzierte der Gruppenphase wurde Meister. Für einen Sieg erhielt jede Mannschaft zwei Punkte, bei einem Unentschieden gab es ein Punkt und bei einer Niederlage null Punkte.

## Tabelle
|    | Klub                     | Sp | S | U | N | Tore  | Punkte |
| -- | ------------------------ | -- | - | - | - | ----- | ------ |
| 1. | EHC Zweibrücken II       | 8  | 8 | 0 | 0 | 88:25 | 16     |
| 2. | Rapids Remich            | 8  | 6 | 0 | 2 | 66:25 | 12     |
| 3. | Galaxians d’Amnéville II | 8  | 4 | 0 | 4 | 40:41 | 8      |
| 4. | EHC Trier II             | 8  | 2 | 0 | 6 | 33:76 | 4      |
| 5. | IHC Beaufort             | 8  | 0 | 0 | 8 | 4:64  | 0      |

Sp = Spiele, S = Siege, U = Unentschieden, N = Niederlagen